# Emanuel de Witte

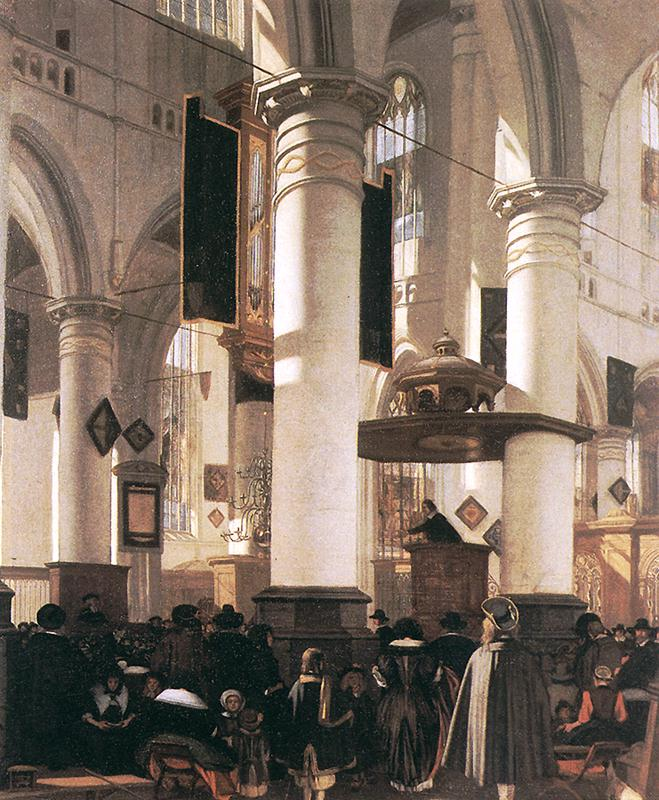
Wnętrze kościoła, 1660

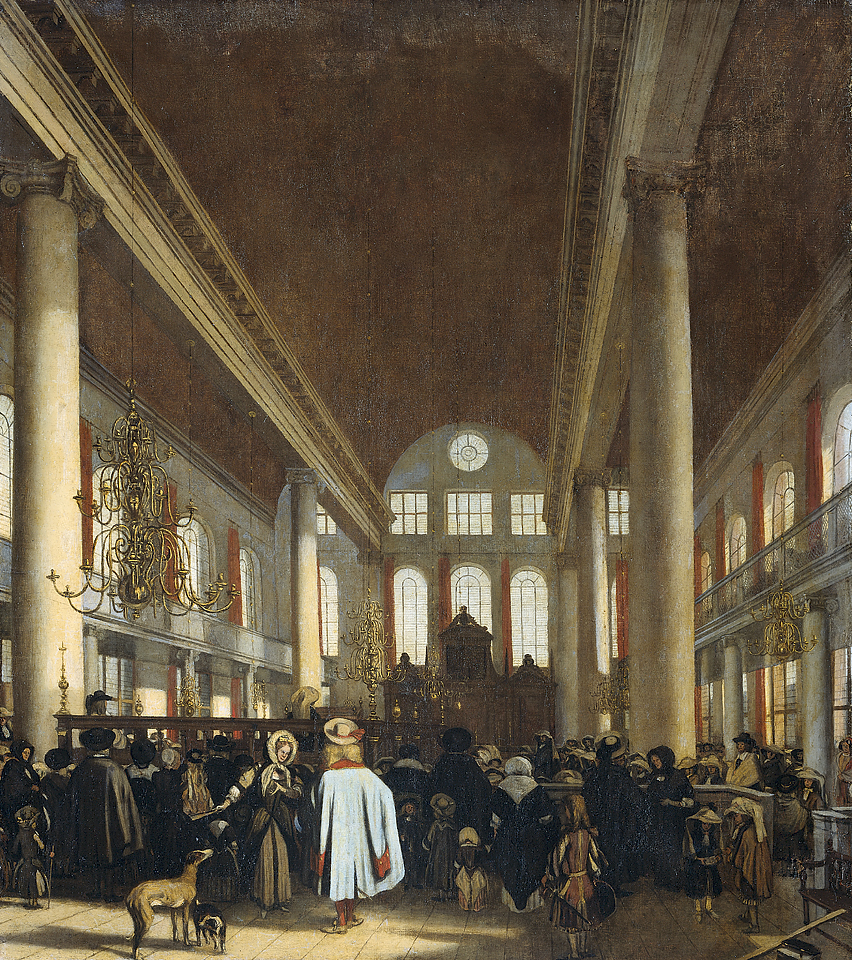
Wnętrze synagogi Portugalskiej w Amsterdamie, 1680

Emanuel de Witte (ur. ok. 1617 w Alkmaarze, zm. 1692 w Amsterdamie) – holenderski malarz barokowy.
Znany głównie z przedstawień wnętrz kościołów, które ukazywał w odmiennym aspekcie w porównaniu z innymi przedstawicielami tego samego nurtu – w precyzyjnie namalowanych wnętrzach umieszczał oświetlone światłem słonecznym postacie ludzkie, którym często towarzyszył pies. Jego prace są często porównywane z obrazami Pietera Saenredama, który również przedstawiał wnętrza kościołów.

## Życiorys
W 1636 został członkiem gildii św. Łukasza w rodzinnym Alkmaar. Później mieszkał w Rotterdamie i Delfcie, gdzie był uczniem Everta van Aelsta, w 1651 osiadł na stałe w Amsterdamie.
Emanuel de Witte malował początkowo sceny rodzajowe i historyczne oraz portrety. Po osiedleniu się w Amsterdamie skoncentrował się przede wszystkim na wnętrzach świątyń istniejących w rzeczywistości, jak i wyimaginowanych, łączył elementy z różnych kościołów w nową całość. Głównie uwiecznił na płótnach wnętrza amsterdamskiego Oude Kerk. W kościele wykonywał szkice, zaś malował w domu. Na żadnym ze swoich obrazów nie przedstawił widoku organów z przodu, najprawdopodobniej nie chciało mu się malować poszczególnych elementów. Jego obrazy świadczą o perfekcyjnej znajomości perspektywy, malarz przedstawiał kościoły pełne ludzi, akcentując przestrzenność kompozycji i stosując efekty światłocieniowe.
Był znany z wybuchowego charakteru, który sprawiał, że potencjalni klienci opuszczali obrażeni jego pracownię.
Namalował trzy wersje obrazu pt. Wnętrze synagogi Portugalskiej w Amsterdamie (na zdjęciu obok po prawej stronie). Pierwsza wersja znajduje się w Żydowskim Muzeum Historii (Joods Historisch Museum) w Amsterdamie, druga wersja w Muzeum Izraela w Jerozolimie, natomiast trzecia wersja zaginęła po 1945. Do 1935 znajdowała się w berlińskiej galerii Van Diemen, której właścicielami byli Jacob i Rosa Oppenheimer. Oppenheimerzy zostali zmuszeni przez nazistów do sprzedaży kolekcji obrazów na aukcji, najprawdopodobniej także tego obrazu. Do 1945 trzecia wersja była w Gemäldegalerie w Berlinie. Wkrótce po zakończeniu wojny została przypuszczalnie wypożyczona do Królewca, po czym wszelki ślad po niej zaginął.
Artysta zmarł w niewyjaśnionych okolicznościach, jego ciało znaleziono w jednym z amsterdamskich kanałów, prawdopodobnie przyczyną były kłopoty finansowe. Malarz przez całe swoje życie miał długi. Według historiografa sztuki Arnolda Houbrakena popełnił samobójstwo po tym, jak właściciel kamienicy zażądał zapłaty za wynajęcie mieszkania. Malarz planował powiesić się na balustradzie mostu Korsjespoortbrug, ale lina przerwała się i wpadł do amsterdamskiego kanału Het Singel, a ponieważ tego samego wieczoru nadciągnął silny mróz, więc jego zwłoki znaleziono dopiero po 11 tygodniach w pobliżu śluzy Haarlemmersluis, gdy zaczęła się odwilż.
Liczne prace artysty znajdują się m.in. w Rijksmuseum w Amsterdamie, National Gallery w Londynie, Museum Boijmans Van Beuningen w Roterdamie, w Ermitażu w Sankt Petersburgu. W Polsce znajduje się jeden obraz tego artysty, we wrocławskim Muzeum Narodowym zatytułowany Motywy ze Starego Kościoła w Delft.
W 1996 w domu aukcyjnym Christie’s w Nowym Jorku został wystawiony na sprzedaż obraz Emanuela de Witte, który przedstawiał realistyczną scenę z kościoła Oude Kerk w Amsterdamie: kobietę karmiącą dziecko, psa stojącego przy pilarze i unoszącego nogę do góry  oraz grabarza, który przerwał pracę, aby porozmawiać z odwiedzającym, co świadczy o tym, że w XVII wieku kościół był nie tylko miejscem modlitwy, ale także miejscem spotkań. Wartość obrazu oszacowano na 700 tysięcy do miliona dolarów.